# Список керівників держав 1755 року
Список керівників держав 1755 року — це перелік правителів країн світу 1755 року.
Список керівників держав 1754 року — 1755 рік — Список керівників держав 1756 року — Список керівників держав за роками

## Європа
- Король Великої Британії Георг II (1727—1760)
- Балканський півострів
  - Князь-єпископство Чорногорія — Сава Петрович-Негош (1735—1782)
- Балтія
  - Герцогство Курляндії і Семигалії — залишилось без герцога до 1758
- Італія
  - Венеційська республіка — дож Франческо Лоредан (1752—1762)
  - Герцогство Масси і Каррари — Марія Тереза Чібо-Маласпіна (1731—1790)
  - Герцогство Модени і Реджо — Франческо III д'Есте (1737—1780)
  - Герцогство Парми та П'яченци — регентка Енрікетта-Марія д'Есте (1731—1777)
  - Неаполітанське королівство — Карл VII (1734—1759)
  - Сардинське королівство — Карл Еммануїл III (1730—1773)
  - Сицилійське королівство — Карл VII (1734—1759)
  - Сорське герцогство — Гаетано I Бонкомпаньї Людовізі (1731—1777)
  - Велике герцогство Тосканське — Франц I (1737—1765)
  - Трентське князівство-єпископство — Доменіко Антоніо Тун (1730—1758)
- Кавказ
  - Абхазьке князівство — Манучар I Шервашидзе (1730—1757)
  - Аварське ханство — Мухаммад-нуцал IV (1735—1774)
  - Газікумухське ханство — Мухаммад-хан Газікумуський (1743—1789)
  - Кабарда — Магомед Кургокін (1749—1762)
  - Картлі — Іраклій II (1744—1762)
  - Гурійське князівство — Симон II Гурієлі (1744—1776)
  - Кахетинське царство — Іраклій II (1744—1762)
  - Мегрельське князівство — Отія Дадіані (1728—1757)
  - Ширванське ханство — Хаджи Мухаммад Алі-хан та Мухаммед Сеїд-хан (1748—1760)
- Німеччина
  - Австрійське ерцгерцогство — Марія-Терезія (1740—1780)
  - Ангальтське князівство: Ангальт-Цербст — Фрідріх Август Ангальт-Цербстський (1747—1793); Ангальт-Дессау — Леопольд ІІІ Фрідріх Франц (1751—1807); Ангальт-Кетен — Август Людвіг (1728—1755); Карл Георг Лебрехт (1755—1789); Ангальт-Бернбург — Віктор II Фрідріх Ангальт-Бернбурзький (1721—1765)
  - Ансбаське князівство — Карл Вільгельм Фрідріх (1723—1757)
  - Баварське герцогство — Максиміліан III (1745—1777)
  - Баден-Баденське маркграфство — Людвиг Георг (1707—1761)
  - Байройтське князівство — Фрідріх III (1735—1763)
  - Берзьке герцогство — Карл Теодор (1742—1796)
  - Берхтесгаденське пробство — Міхаель Бальтахар фон Христальнігг (1752—1768)
  - Бранденбурзьке маркграфство — курфюрст Фрідріх ІІ Великий (1740—1788)
  - Брауншвейг-Вольфенбюттельське князівство — Карл I Брауншвейг-Вольфенбюттельський (1735—1780)
  - Бріксенське князівство-єпископство — Леопольд Марія Йозеф фон Спаур (1747—1778)
  - Вюртемберзьке герцогство — Карл Ойген (1737—1793)
  - Вюрцбурзьке князівство-єпископство — Адам Фрідріх фон Зайнсхайм (1755—1779)
  - Ганноверське курфюрство — Георг II (1727—1760)
  - Гессен-Гомбурзьке ландграфство — Фрідріх V (1751—1820)
  - Гессен-Дармштадтське ландграфство — Людвіг VIII (1739—1768)
  - Гессен-Кассельське ландграфство — Вільгельм VIII (1751—1760)
  - Гільдесгаймське князівство-єпископство — Клеменс Август I (1724—1761)
  - Гогенцоллерн-Гехінген — Йосиф Фрідріх Вільгельм Гогенцоллерн-Гехінген (1750—1798)
  - Гогенцоллерн-Зігмарінгенське князівство — Йосиф Гогенцоллерн-Зігмарінген (1715—1769)
  - Гогенцоллерн-Хайгерлоське князівство — Франц Антон Крістоф Гогенцоллерн-Хайгерлох (1750—1767)
  - Зальцбурзька архідієцезія — Зиґмунд фон Шраттенбах (1753—1771)
  - Кельнське курфюрство — Клеменс Август I (1723—1761)
  - Констанцьке князівство-єпископство — Франц Конрад фон Родт (1750—1775)
  - Пфальцьке курфюрство (Курпфальц) — Карл Теодор (1742—1777)
  - Ліппе-Детмольд — Симон Август (1734—1782)
  - Ліхтенштейн — Йосиф Венцель I Ліхтенштейн (1748—1772)
  - Любекське князівство-єпископство — Фрідріх-Август I Ольденбурзький (1750—1785)
  - Магдебурзьке герцогство — фон Кюльвайн (1749—1755); Йоганн Ернст фон Фос (1755—1763)
  - Майнцьке курфюрство — Йоганн Фрідріх Карл фон Остейн (1743—1763)
  - Марк (графство) — Фрідріх ІІ Великий (1740—1788)
  - Мекленбург-Шверінське герцогство — Крістіан Людвіг II Мекленбурзький (1747—1756)
  - Велике герцогство Мекленбург-Штреліцьке — Адольф Фрідріх IV Мекленбург-Штреліцький (1752—1794)
  - Нассау-Саарбрюккен — Вільгельм Генріх (1735—1768)
  - Нассау-Узінген — Карл (1718—1775)
  - Ольденбурзьке графство — Фредерік V (1746—1766)
  - Королівство Пруссія — Фрідріх ІІ Великий (1740—1788)
  - Пфальц-Зульцбах — Карл Теодор (1733—1799)
  - Пфальц-Цвайбрюккен — Крістіан IV Пфальц-Цвайбрюккенський (1735—1775)
  - Рейс-Еберсдорф — Генріх XXIV (1747—1779)
  - Рітберзьке графство — Венцель Антон фон Кауніц-Ритберг (1746—1794)
  - Саксен-Гота-Альтенбурзьке герцогство — Фрідріх III (1732—1772)
  - Саксен-Веймар — Ернст Август II Саксен-Веймар-Ейзенаський (1748—1758)
  - Саксен-Кобург-Заальфельд — Франц Йосія Саксен-Кобург-Заальфельдський (1745—1764)
  - Саксен-Майнінгенське герцогство — Антон Ульріх (1746—1763)
  - Шаумбург-Ліппське князівство — Вільгельм Шаумбург-Ліппе (1748—1777)
  - Шварцбург-Рудольштадтське князівство — Йоганн Фрідріх I (1744—1767)
- Піренейський півострів
  - Іспанське королівство — Фернандо VI (1746—1759)
  - Португальське королівство — король Жозе I (1750—1777)
- Польща — Август III (1734—1763)
  - Олесницьке князівство — Карл Крістіан Ердманн Вюртемберг-Ельс (1744—1792)
  - Тешинське герцогство — Франц I (1729—1765)
- Російська імперія — Єлизавета Петрівна (1741—1761)
- Румунія; Молдова
  - Волоське князівство — господар Константин Раковіце (1754—1756)
  - Молдавське князівство — Матей Ґіка (1753—1756)
- Скандинавія
  - король Данії — Фредерік V (1746—1766)
  - Король Норвегії — Фредерік V (1746—1766)
  - Швеція — Адольф Фредерік (1751—1771)
- Угорське князівство — королева Марія-Терезія (1740—1780)
- Україна —
  - Кримське ханство — Арслан Ґерай (1748—1756)
  - Гетьман України —
    - Лівобережна Україна — Кирило Розумовський (1750—1764)
- Французьке королівство — Людовик XV (1715—1774)
  - Корсиканська республіка — Паскуале Паолі (1755—1769)
  - Люксембурзьке герцогство — Франц I (1740—1765)
  - Льєзьке єпископство — Йоган Теодор Баварський (1744—1763)
  - Монбельярське графство — Карл Ойген (1737—1793)
  - Монако — князь Оноре III (1733—1793)
  - Республіка Об'єднаних провінцій Нідерландів — штатгальтер Вільгельм V Оранський (1751—1795)
  - Савойське герцогство — Карл Еммануїл III (1732—1773)
- Богемське королівство (Чехія) — Марія-Терезія (1743—1780)
- Шотландія
- Святий Престол; Папська держава — Папа Римський — Бенедикт XIV (1740—1758)
- Вселенський патріарх — Кирило V Константинопольський (1752—1757)

## Азія
- Близький Схід
  - Бейхан (емірат) — Хусейн ібн Кайс аль-Хашимі (1750—1800)
  - Заїдська держава Ємену — Аббас аль-Магді (1748—1775)
  - Мамлюцький Ірак — Сулейман Абу-Лайла-паша (1747—1762)
  - Емірат Кувейт — емір Сабах I бін Джабір (1752—1764)
  - Османська імперія — Осман III (1754—1757)
    - Сідон (еялет) — Сааведдін Паша аль-Азм (1752—1753)

  - Дірійський емірат — Мухаммад ібн Сауд (1744—1765)
  - Шаріфат Мекки — Масад ібн Саїд (1752—1759)
  - Лахедзький султанат — Абд аль-Хаді аль-Абдалі (1753—1777)
  - Халідський емірат — Ураяр бін Даджін бін Саадун (1752—1774)
    - Бабан (князівство) — Наваюб Сулейман-паша (1754—1765)

  - Вахіді — Гасан бін Гаді аль-Вахіді (1706—1766)
  - Нижня Яфа — Маауда ібн Сайф аль-Афіфі (1740—1760)
- Персія; Середня Азія
  - Сефевідський Іран — Шахрох Шах (1748—1796)
    - Бакинське ханство — Мірза Мухаммад-хан І (1748—1767)
    - Дербентське ханство — Мухаммад-Гасан-хан (1747—1765)
    - Занди — Карім Хан Занд (1750—1779)
    - Карабаське ханство — Панах Алі-хан (1747—1763)
    - Кубинське ханство — Гусейн-Алі (1734—1758)
    - Нахічеванське ханство — Хайдар Кулі-хан (1747—1787)
    - Нішапурське ханство — Аббас-Кулі-хан Баяи (1747—1779)
    - Талишське ханство — Сеїд Джамаледдін-хан (1747—1786)
    - Хойське ханство — Шахбаз-хан (1747—1763)
    - Шекінське ханство — Гаджі Челебі (1743—1755); Ага Кіші-бек (1755—1759)

  - Дурранійська імперія — Ахмед-шах Абдалі (1747—1773)
- Індія; Пакистан і Шрі-Ланка
  - магараджа Амрітсару і Лахору Харі Сінґх Дхіллон (1746—1764)
  - Аркот (держава) — наваб Мухаммад Алі-хан Валаджах (1752—1795)
  - Ауд (держава) — Шуджа ад-Даула (1753—1775)
  - Ахом — Суремфаа (1751—1769)
  - Барода (князівство) — Дамаджі Рао Гайквад (1732—1768)
  - Бахавалпур (князівство) — Мухаммад Мубарак Хан II (1750—1772)
  - Бгаратпур (держава) — Бадан Сінгх (1722—1755); Сурай Мал (1755—1763)
  - Бхопал (князівство) — Фаїз Мухаммад-хан (1742—1777)
  - Гайдарабад (держава) — Салабат Джанг (1751—1762)
  - Гархвал (держава) — Прадіп-шах (1709—1772)
  - Гваліор (князівство) — Джаяпа Рао (1745—1755); Джанкоджі Рао I Скіндія (1755—1761)
  - Горкха (королівство) — Прітхві Нараян Шах (1743—1769)
  - Джайпур (князівство) — Мадх'я Сінґх I (1750—1768)
  - Джайсалмер (князівство) — Акхі Сінгх (1722—1762)
  - Джодхпур (князівство) — Рам Сінґх (1753—1772)
  - Джунагадх (князівство) — Мохаммад Бахадур Ханджі (1730—1758)
  - Дрангадхра (князівство) — Гаджсінхджі II (1745—1782)
  - Дхар (князівство) — Ешвант Радж I Павар (1736—1761)
  - Імперія Великих Моголів — Аламґір II (1754—1759)
  - Індор (князівство) — Малхар Рао I (1732—1766)
  - Бенгалія (набобство) — Аліварді-хан (1740—1756)
  - Калат (ханство) — Мір Хусейн Насір I (1749—1794)
  - Камбей (князівство) — Наджи ад-Даула Джафар Мумін Хан II (1743—1784)
  - Канді (королівство) — Кірті Шрі Раджасінха (1747—1782)
  - Колхапур (князівство) — Самбхаджі II (1714—1760)
  - Лас Бела (ханство) — Алі-хан I (1742—1765)
  - Майсур (князівство) — Крішнараджа Вадіяр II (1734—1766)
  - Імперія Маратха — Раджарам II (1749—1777); пешва Баладжі Баджі Рао (1740—1761)
  - Мевар (князівство) — Радж Сінґх II (1754—1761)
  - Мустанг (королівство) — Тенцін Панг'ял (1740—1760)
  - Наґпур (князівство) — Раґходжі I (1738—1755); Джаноджі (1755—1772)
  - Панна (князівство) — Аман Сінгх (1752? — 1758)
  - 1-й місальдар (очільник) місаля Рамгархія — Джасса Сінґх Рамгархія (1748—1803)
  - Рохілкханд (князівство) — Наваб Саїд Саадулла Хан (1754—1764)
  - джатедар (очільник) сикхської конфедерації Джасса Сінґх Ахлувалія (1748—1783)
  - Сіккім (князівство) — Пхунцоґ Намґ'ял II (1734—1780)
  - наваб місаля Сінґхпурії Хушал Сінґх (1753—1795)
  - місальдар (очільник) місаля Сукерчакія Чарат Сінґх (1752—1774)
  - Траванкор — Мартанда Варма (1729—1758)
  - Тханджавур (князівство) — Пратапсінгх (1739—1763)
  - Харан (ханство) — Шахдад II (1747—1759)
  - Губернатор Португальської Індії — Луїс Маскареньяс (1754—1756)
- Індонезія; Південно-Східна Азія
  - Ачеський султанат — Алауддін Йохан Сіах (1735—1760)
  - Аюттхая (королівство) — Боромакот (1733—1758)
  - Банджармасінський султанат — Тамджидуллах I (1734—1759)
  - Бантенський султанат — Аріф Зайнул Ассікін аль-Кадірі (1753—1773)
  - Булунганський султанат — Віра Амір (1731—1776)
  - Брунейська імперія — Омар Алі Сайфуддін I (1740—1795)
  - Відроджене Гантаваді — Бінья Дала (1747—1757)
  - Султанат Гова — Амас Мадіна Батара (1753—1767)
  - Джамбійський султанат — Ахмад Зайнуддін Аном Шрі Інгалага (1742/1743-1770)
  - Джок'якартський султанат — Хаменгкубувоно I (1755—1792)
  - Джохорський султанат — Сулейман Бадрул Алам-шах (1722—1760)
  - Матарам (султанат) — Пакубувоно III (1749—1755). Зникнення.
  - Ланна (держава) — Онг Кхам (1727—1769)
  - В'єнтьян (королівство) — Онг Лонг (1730—1767)
  - Луанґпхабанґ (королівство) — Сотікакумман (1749—1771)
  - Тямпасак (королівство) — Саякумане (1738—1791)
  - Пагаруюнг — Султан Абдул Джаліл (між 1730 і 1780)
  - Перак (султанат) — Іскандар Зулкарнайн (1754—1765)
  - Магінданао (султанат) — Мухаммад Хайр уд-Дін (1748—1755); Фахар уд-Дін (1755—1780)
  - М'яу-У — Нара Апая (1743—1761)
  - Кедах (султанат) — Мухаммед Джива Зейнал Аділін II (1710—1778)
  - Нгуєн (тюа) — Нгуєн Фук Кхоат (1738—1765)
  - Самбаський султанат — Абу Бакар Камаль уд-дін I (1732—1764)
  - Сіак (султанат) — Джаліл Рахмад Шах II (1746—1765)
  - Султанат Сулу — Муїзуддін/Бантілан (1748—1763)
  - Конбаун — Алуанпая (1752—1760)
  - Тернатський султанат — султан Сях Мардан (1755—1763)
  - Тідорський султанат — Малікульманан (1728—1757)
- Кхмерська імперія — Четта V (1749—1755); Анг Тонг (1755—1758)
- Накхонситхаммарат (держава) — Прая Сукотай (? — 1758)
- Китай; Монголія
  - Тибет — Далай-лама VII (1715—1757)
  - Династія Цін — Хунлі (1735—1796)
    - Кумульське ханство — Юсуф (1740—1767)
- Окінава; Королівство Рюкю — Сьо Боку (1752—1794)
- Корея
  - Чосон — Йонджо (1724—1776)
- Середня Азія і Сибір
  - Бухарське ханство — Шергазі-хан (1753—1756)
  - Дарвазьке шахство — Мухаммад Шах-хан (1734—1761)
  - Джунгарське ханство — Дабачі (1753—1755); Амурсана (1755—1757)
  - Молодший жуз — Нурали-хан (1748—1786)
  - Середній жуз — Абілмамбет-хан (1734—1771)
  - Старший жуз — Толе бі (1750—1756)
  - Калмицьке ханство — Дондук-Даши (1741—1761)
  - Кокандське ханство — Ірдана-бій (1753—1762)
  - Хівинське ханство — Каїп-хан (1746—1757)
  - Яркендське ханство — Юсуф Ходжа (1754—1757)
- Японія — Імператор Момодзоно (1747—1762)

## Африка
- Агадес (султанат) — Мухаммад Хумад ібн Мухаммад аль-Мубарак (1744—1759)
- Аджаче — Де-Якпон (1746—1760)
- Алжирський еялет — Абу Асеб Алі II (1754—1756)
- Ауса (султанат) — Каддафо Махаммад ібн Каддафо (1749—1779)
- Імперія Ашанті — Кусі Ободом (1750—1764)
- Багірмі (королівство) — Хаджі Мохаммед аль-Амін (1751—1785)
- Бамбара (держава) — Бітон Кулібалі (1712—1755); Дінкоро Кулібалі (1755—1757)
- Бамум (держава) — мфон Куту (1682—1757)
- Баол (держава) — М'Біссан Н'Делла (1752—1758)
- Борну — Дунама VIII (1751—1753/1755); Алі III (1753/1755-1793)
- Буганда — К'ябаггу (1750—1780)
- Королівство Бурунді — Мутага III (1739—1767)
- Ваало — Нд'як Арам Бакар (1732—1757)
- Варсангалійський султанат — гараад Алі II (1750—1789)
- Марокканський султанат — Абдаллах (1745—1757)
- Вадайський султанат — Мухаммед Явда (1747—1795)
- Волоф (держава) — Лат-Коде (1750—1755); Бакаа-Там Бурі-Ніабу (1755—1763)
- Дагомея — Тегбесу (1740—1774)
- Дамагарам (султанат) — Баба дан Маллам (1746—1757)
- Дарфурський султанат — Мухаммад Тайраб (1752—1786)
- Досо (держава) — Абубакар (1750–?)
- Імператор Ефіопії — Іясу II (1730—1755); Йоас I (1755—1769)
- Єгипетський еялет — Осман-бей аль-Джирджаві (1754—1756)
- Королівство Імерина — Раманандріанджака (1747 — 1760-ті)
- Каарта — Сей Бамана (1754—?)
- Казембе — Каньємбо Мпемба (1745—1760)
- Кайор — Доробе Мавоо Мбата (1749—1758)
- Калабарі (держава) — Калагба (1750—1770)
- Касандже — Нгунза а Камбамба (1750—1770)
- Конг (держава) — Квереморі Уатара (1750—1762)
- Койя (королівство) — ? до 1775
- Королівство Конго — Ніколау I (1752—1758)
- Луба (імперія) — Кімвімбе Каумбу (1750—1755); Ілунга Сунґу (1755—1780)
- Матамба — Анна II (1741—1756)
- Момбаса (султанат) — Алі ібн Усман аль-Мазру'ї (1746—1755); Масуд ібн Наср (1755—1773)
- Мономотапа — мвене-мутапа Дебве Мупунзагуту (1740—1759)
- Нафана — Кома Діарасуба (1720—1760)
- Нрі — Езе Нрі Евенетем (1723—1794)
- Королівство Орунгу — Нґверангу Івоно (1750—1790)
- Салум — Мбаньє Діоп (1753—1760)
- Сеннарський султанат — Баді IV (1724—1762)
- Трарза (емірат) — Амар II (1727—1757)
- Туніс (бейлік) — Алі I (1735—1756)
- Імамат Фута-Джаллон — Ібрагім Сорі (1751—1781)
- Імперія Фута Торо — Сулейман Джаай I (1752—1765)
- Голландська Капська колонія — Рик Тулбаг (1751—1771)
- Португальська Західна Африка — Антоніу Альварес да Кунья (1753—1758)

## Південна Америка
- Віцекоролівство Перу — Хосе Антоніо Мансо де Веласко (1745—1761)
- Генерал-капітанство Чилі — Домінго Ортіс де Росас (1746—1755); Мануель де Амат-і-Жуньєн (1755—1761)

## Північна Америка
- Іспанська Флорида — Фульхенсіо Гарсіа де Соліс (1752—1755); Алонсо Фернандес де Ередіа (1755—1758)